# Коницке, Корсин
Корсин Коницке (нем. Corsin Konietzke; 21 июня 2006 года, Ландкварт, Швейцария) — швейцарский футболист, полузащитник клуба «Санкт-Галлен» и юношеской сборной Швейцарии.

## Клубная карьера
Уроженец Восточной Швейцарии, футболом начал заниматься в академиях местных клубов, позже присоединился к «Санкт-Галлену». Летом 2023 года был приглашён на тренировочные сборы с первой командой. За клуб дебютировал 31 января 2024 года в матче против «Серветта», заменив в перерыве Михайло Стевановича. 11 июля подписал первый профессиональный контракт до лета 2028 года.

## Карьера в сборной
За юношескую сборную дебютировал 15 февраля 2023 года в товарищеском матче против сборной Шотландии. В составе сборной отправился на Евро, где сыграл в двух матчах группы против сборных Нидерландов и Хорватии. За сборную до 18 лет дебютировал 6 сентября в игре со сборной Словакии. Первый гол забил 15 марта 2024 года в ворота сборной Австрии.
За сборную до 19 лет дебютировал 9 октября в матче квалификации к Евро 2025 против сборной Финляндии.

## Стиль игры
Назывался одним из главных талантов академии «Санкт-Галлена». В игроке отмечают технику и поставленный дриблинг, что вкупе с грамотным позиционированием и большой выносливостью позволяет ему самому продвигать мяч, а также хорошее понимание игры, что позволяет Коницке создавать моменты для своих партнёров. Тем не менее, у него посредственный пас, а в обороне он слаб из-за недостаточно крепкого телосложения.